# قضیه بلوخ

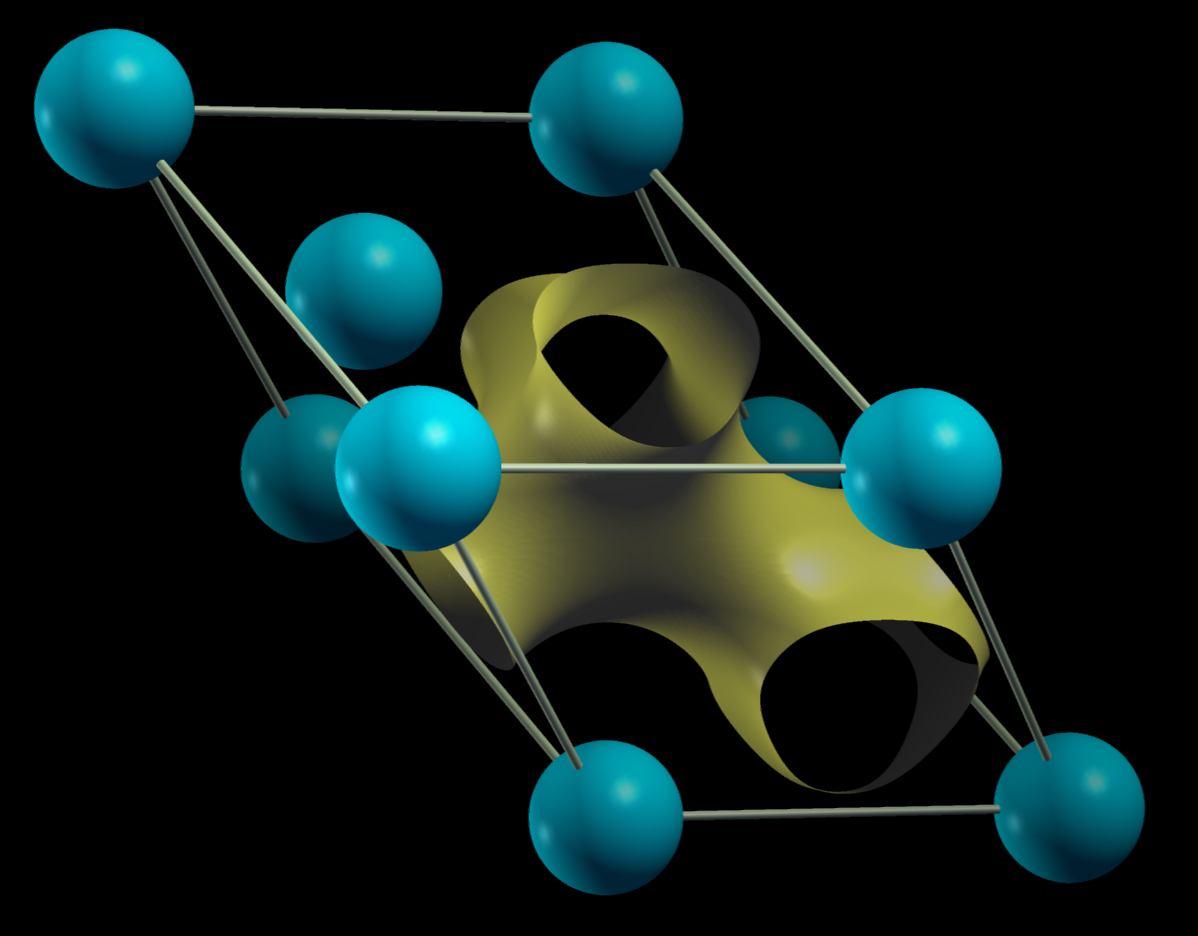
هم‌سطحی مدول مربع حالت بلوخ در یک شبکه سیلیکونی

خط جامد: شماتیکی از بخش واقعی یک حالت بلوخ معمولی در یک بعد. خط نقطه چین از ضریب e^{ik·r} است. دایره‌های روشن نشان دهنده اتم‌ها هستند.

در فیزیک ماده چگال، قضیه بلُوخ بیان می‌کند که جواب‌های معادله شرودینگر در یک پتانسیل تناوبی به شکل موج تخت است که توسط تابع متناوب مدوله می‌شود. از نظر ریاضی نوشته شده‌اند:
{\displaystyle \psi (\mathbf {r} )=\mathrm {e} ^{\mathrm {i} \mathbf {k} \cdot \mathbf {r} }u(\mathbf {r} )}
که {\displaystyle \mathbf {r} } موقعیت است، {\displaystyle \psi } تابع موج است، {\displaystyle u} تابع متناوب با همان تناوب بلور است، {\displaystyle \mathbf {k} } بردار موج بردار تکانه بلور است، {\displaystyle \mathrm {e} } عدد اویلر است و {\displaystyle \mathrm {i} } یکه موهومی است.
توابع این شکل به عنوان توابع بلوخ یا حالت‌های بلوخ شناخته می‌شوند و به عنوان پایه‌ای مناسب برای توابع موج یا حالت‌های الکترون‌ها در جامدات بلوری عمل می‌کند.